# Alex Soroka

a Compétitions nationales et continentales officielles uniquement.

b Matchs officiels uniquement.
Dernière mise à jour le 9 mars 2025.
Alex Soroka, né le 19 février 2001 à Cork (Irlande), est un joueur irlandais de rugby à XV jouant principalement au poste de troisième ligne aile au Leinster.
Son frère ainé, Ivan Soroka (en), est également un joueur de rugby à XV.

## Biographie
Alex Soroka naît à Cork en Irlande de parents ukrainiens. Il grandit en soutenant le Munster. Durant sa jeunesse il joue pour le Clontarf FC avant de rejoindre le centre de formation du Leinster en 2020.
Il fait ses débuts professionnels avec le Leinster en cours de saison 2020-2021 du Pro14, lors d'un match contre les Glasgow Warriors,.
En début de saison 2022-2023, alors qu'il doit prendre part au Toyota Challenge (en) avec l'Emerging Ireland (en), il se blesse au pied, ce qui l'empêche d'y participer. En fin de saison, il signe son premier contrat professionnel avec le Leinster.
Au mois de février 2025, il joue pour la première fois avec l'équipe d'Irlande A (en) contre l'Angleterre A et perd ce match 28 à 12. En fin de saison 2024-2025, son équipe remporte la finale du United Rugby Championship en battant les Sud-Africains des Bulls sur le score de 32 à 7.

## Palmarès
- Leinster
  - Vainqueur du Pro14/United Rugby Championship en 2021 et 2025.